# Bob Leuci
Bob Leuci, né Robert Leuci, le 28 février 1940 à Brooklyn (New York) et mort le 12 octobre 2015 à Saunderstown (Rhode Island), est un écrivain américain, auteur de roman policier.

## Biographie
Il fait de courtes études à l'université Baker, puis s'engage en 1961 dans le New York City Police Department.
En 1963, il est nommé inspecteur et est affecté dans un service d'élite qui s'occupe du trafic de drogue. Il devient ce qu'il est convenu d'appeler un  « Prince de New York ». Ayant constaté que ses collègues ne respectent pas toujours la loi, il se laisse d'abord entraîner dans cette spirale, mais finit par dénoncer la corruption qui règne dans son service. Son histoire est ultérieurement racontée par Robert Daley, alors commissaire délégué de la ville et spécialiste de la lutte contre la corruption, dans son livre Prince of the City (1979), adapté au cinéma en 1981 par Sidney Lumet dans le film américain Le Prince de New York (Prince of the City). L'acteur Treat Williams incarne Bob Leuci, rebaptisé Daniel Ciello pour les besoins du film.
Après avoir quitté la police, Bob Leuci reprend ses études à la New School for Social Research et à l'université Fordham.
En 1984, il publie son premier roman, Doyle's Disciples. En 1985, il fait paraître Odessa Beach (Odessa Beach) dans lequel il « rend compte de l'évolution du quartier juif de Brooklyn, devenu Little Odessa après la vague d'immigration soviétique entamée au début des années 1970 ».
Paru en 1988, Captain Butterfly (Captain Butterfly) développe, sur le thème de la corruption et de la violence policière, un « récit très réaliste et sans concession [qui] décrit les luttes intestines que se livrent les policiers ». Ce thème est repris en 1997 dans L'Indic (The Snitch).
Double Edge, publié en 1991, est un roman de procédure policière.

## Œuvre

### Romans
- Doyle's Disciples (1984)
- Odessa Beach (1985) Publié en français sous le titre Odessa Beach, Paris, Rivages, coll. « Rivages/Thriller » (1994)  (ISBN 2-86930-774-8) ; réédition, Paris, Payot & Rivages, coll. « Rivages/Noir » no 290 (1999)  (ISBN 2-7436-0319-4)
- Captain Butterfly (1988) Publié en français sous le titre Captain Butterfly, Paris, Rivages, coll. « Rivages/Noir » no 149 (1993)  (ISBN 2-86930-632-6)
- Double Edge (1991), aussi titré Sweet Baby James
- Fence Jumpers (1995)
- Renegades (1995)
- The Snitch (1997) Publié en français sous le titre L'Indic, Paris, Payot & Rivages, coll. « Rivages/Thriller » (2001)  (ISBN 2-7436-0813-7) ; réédition, Paris, Payot & Rivages, coll. « Rivages/Noir » no 485 (2003)  (ISBN 2-7436-1154-5)
- Blaze (1999)

### Autre ouvrage
- All the Centurions (2004)

## Sources
: document utilisé comme source pour la rédaction de cet article.
- Claude Mesplède (dir.), Dictionnaire des littératures policières, vol. 2 : J - Z, Nantes, Joseph K, coll. « Temps noir », 2007, 1086 p. (ISBN 978-2-910-68645-1, OCLC 315873361), p. 197-198.